# Beatriz
Beatriz, Beatrice o Beatrix es un nombre propio femenino de origen latino (Benedictrix o Beatrix) que significa bienaventurada, portadora de felicidad o de beatitud.
- Hipocorístico: Bea

## Origen y difusión
Continúa el nombre latino de edad imperial Beatrix, basado sobre beatricem ("aquella que rinde felices", "aquella que da felicidad", "la enriquecedora"), a su vez de beatus ("beato", al cual el nombre viene a veces directamente de vuelta), que proviene del verbo beare, "enriquecer, hacer feliz". Era común entre los primeros cristianos en virtud de su significado, referido a la felicidad celeste y del alma.
Algunas fuentes[¿cuál?] proponen una derivación originaria de Viatrix, el femenino de Viator que significa "viajero"; según tales fuentes, el nombre habría estado alterado en Beatrix para asonancia a beatus, con el cual no estaría conectado. También Viator y Viatrix eran nombres comunes entre los cristianos, para el significado conectado a la peregrinación. Los dos nombres vienen a menudo a confundir, como da lugar en el azar de santa Beatriz. Esta hipótesis es poco verosímil pues en latín clásico la letra uve se pronunciaba u, por lo que Viatrix sonaba uiatrish, no beatrish, haciendo poco creíble la hipotética confusión.
En Italia el nombre, difundido en todo el País, goza siempre de una cierta popularidad por la vía del culto de santa Beatriz, más allá de la fama de algunas figuras históricas, ante todo Beatriz Portinari, la mujer amada de Dante, y así pues de diversas nobles y reinas, más allá que las trágicas de Beatriz di Tenda y Beatriz Cenci, a cuyo acontecimiento estuvieron dedicadas numerosas obras literarias de gran difusión. En los años más recientes (del 2007 al 2014) el ISTAT atestigua la presencia entre los nombres más populares para las recién nacidas, con una posición que oscila entre el puesto 18º y el 22º, en torno al 1% de las nacidas.
En Inglaterra la forma Beatrix se hizo más rara en la Edad Media, pero recobró cierta popularidad en el siglo XIX.

## Onomástica
La onomástica se puede celebrar en memoria de muchas santas y beatas, en las fechas siguientes:
- 18 de enero, beata Beatriz II de Este
- 19 de enero, beata Beatriz de Lens, religiosa cisterciense
- 10 de mayo, beata Beatriz I de Este, religiosa benedictina
- 3 de junio, beata Beatriz Bicchieri, religiosa dominica
- 29 de julio, santa Beatriz, virgen y mártir bajo Diocleciano
- 29 de julio, beata Beatriz de Valfleury, religiosa
- 17 de agosto, santa Beatriz da Silva Meneses, religiosa dominica, fundadora de la Orden de la Inmaculada Concepción
- 21 de agosto, beata Beatriz de Roelas, virgen mercedaria
- 29 de agosto, santa Beatriz de Nazareth, religiosa
- 25 de septiembre, beata Beatriz del Portugal, reina y mercedaria
- 5 de noviembre, beata Beatriz de Suabia, reina de Castilla y León
- 6 de noviembre, santa Beatriz de Olive, religiosa cisterciense
- 13 de noviembre, santa Beatriz de Bohemia, religiosa
- 25 de noviembre, beata Beatriz de Ornacieux, religiosa cartuja

## Personas con ese nombre

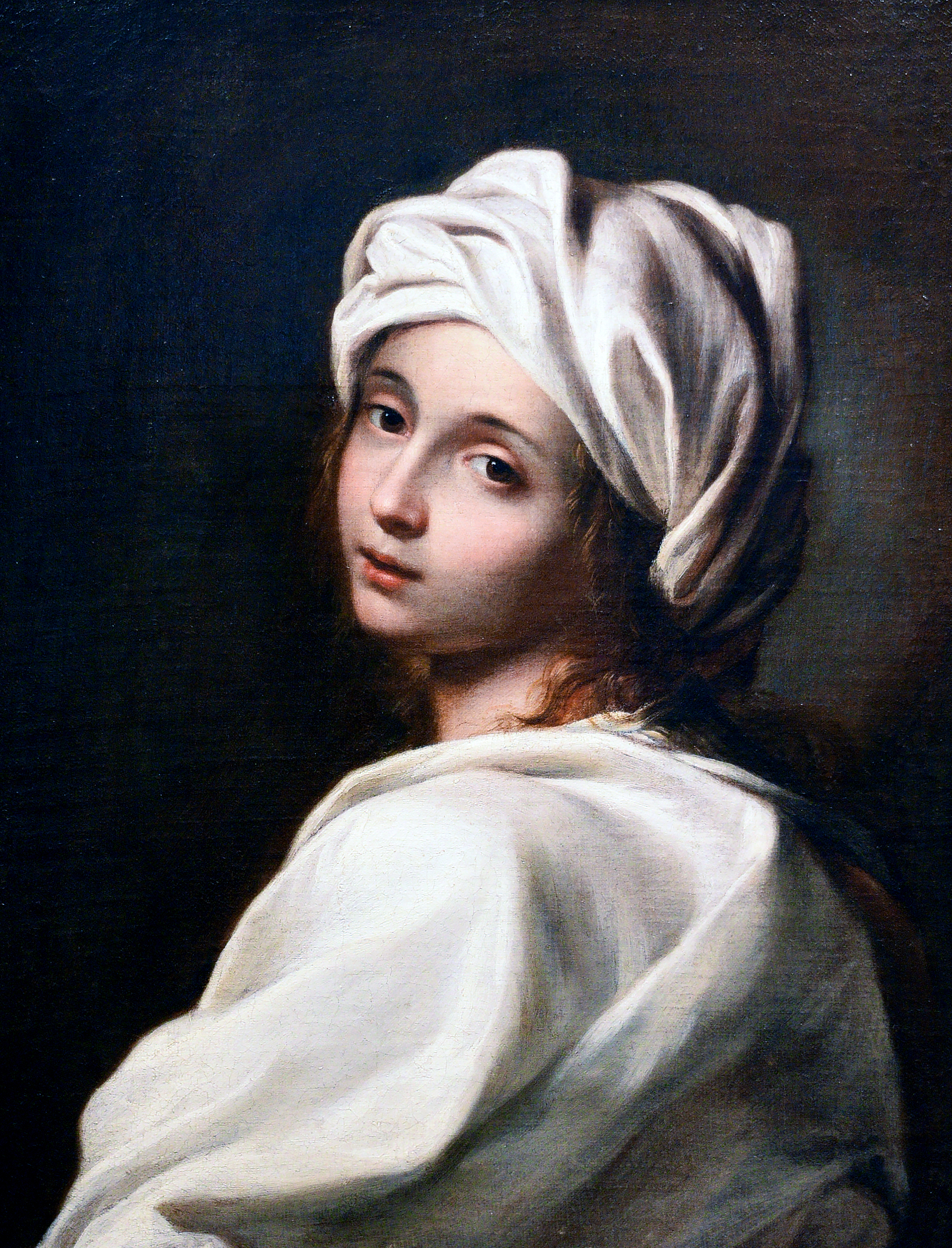
Beatrice Cenci

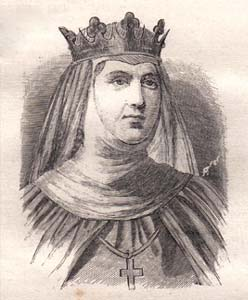
Beatriz de Castilla

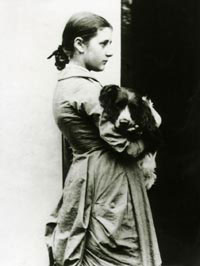
Beatrix Potter

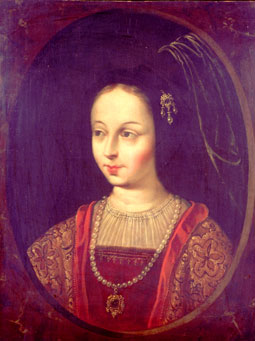
Beatriz Galindo

- Beatriz (mártir) (f. 304), santa romana.
- Beatriz de Borgoña (1140-1184), emperatriz del Sacro Imperio Romano Germánico.
- Beatriz de Día (1140–1175), trovadora provenzal.
- Beatriz de Saboya (1198-1266), hija de Tomás I de Saboya.
- Beatriz de Suabia (1205-1235), reina de Castilla y de León.
- Beatriz de Castilla (1242-1303), reina consorte de Portugal.
- Beatriz de Falkenburg (1253-1277), princesa alemana.
- Beatriz Portinari (1265-1290), musa de Dante Alighieri en La divina comedia.[1]
- Beatriz de Castilla (1293-1359), reina de Portugal.
- Beatriz de Portugal (1347-1381), infanta portuguesa.
- Beatriz de Portugal (1373-1420), reina de Portugal y reina consorte de Castilla.
- Beatriz de Portugal (1382–1405), condesa de Buelna.
- Beatriz de Portugal (1386-1439), condesa de Arundel.
- Beatriz de Silva (1424-1492), santa portuguesa.
- Beatriz de Portugal (1430-1506), duquesa de Viseu.
- Beatriz Galindo «la Latina» (1465-1534), escritora y humanista española.
- Beatriz de Portugal (1504-1538), duquesa de Saboya.
- Beatriz de Portugal (1530), infanta portuguesa.
- Beatriz de Meneses (1560-1603), esposa de Pedro de Médici.
- Beatrice Cenci (1577-1599), noble romana ejecutada por parricidio, a la cual han estado dedicadas numerosas obras.
- Beatriz personaje de la obra Mucho ruido y pocas nueces (1598) de William Shakespeare.
- Beatrix Potter (1866-1943), escritora e ilustradora inglesa.
- Beatriz de Sajonia-Coburgo-Gotha (1884-1966), hija de la reina Victoria I de Gran Bretaña.
- Bice Waleran (1886–1969), actriz italiana.
- Beatrice Lillie (1894-1989), actriz británica.
- Beatrice Straight (1914–2001), actriz estadounidense.
- Beatriz Guido (1922-1988), escritora argentina.
- Beatriz Zamora (1935-), artista mexicana.
- Beatriz de los Países Bajos (1938-), reina de los Países Bajos
- Beatriz de York (1988-), princesa del Reino Unido
- María Beatriz de Saboya (1943-), hija del rey Humberto II de Italia.
- Beatriz Merino (1947-), abogada y política peruana.
- Beatriz Carvajal (1949-), actriz española.
- Beatriz Escudero (1950-), actriz y cantante española.
- Beatriz Paredes Rangel (1953-), política mexicana.
- Beatriz Salomón (1953-), actriz y vedette argentina.
- Beatriz Zavala Peniche (1957-), política mexicana.
- Beatriz Adriana (1958-), cantante mexicana.
- Beatriz, protagonista de la obra Dos musas: Laura-Beatriz (1958) de Nicolás González Ruiz.
- Beatriz Argimón (1961-), escribana y política uruguaya.
- Beatriz Gimeno (1962-), activista LGTB española.
- Béatrice Dalle (1964-), actriz francesa.
- Beatriz Fernández (1964-), verdadero nombre de Gigi Fernández, tenista puertorriqueña.
- Beatriz Ferrer-Salat (1966-), amazona española.
- Beatriz Rico (1970-), actriz y bailarina española.
- Beatrice Lorenzin (1971-), política italiana.
- Beatriz Montañez (1977-), periodista española.
- Beatriz Pérez Sánchez (1986-), gestora y tramitadora española.
- Trixi Worrack (1981-), ciclista alemana.
- Beatriz Gómez Hermosilla (1985-), arquera española.
- Beatriz Fernández Ibáñez (1985-), jugadora de balonmano española.
- Beatriz Luengo (1986-), actriz, cantante y empresaria española.
- Beatriz Roldán Cuenya (1976-), física española.
- Beatrice Kristi Ilejay Laus (Beabadoobee) (2000-), cantante y compositora filipino-británica.

## Variantes en otros idiomas
| Variantes en otras lenguas | Variantes en otras lenguas |
| -------------------------- | -------------------------- |
| Español                    | Beatriz                    |
| Alemán                     | Beate, Beatrice, Beatrix   |
| Catalán                    | Beatriu                    |
| Checo                      | Beatrice                   |
| Euskera                    | Batirtze                   |
| Francés                    | Béatrice                   |
| Griego                     | Βεατρίκη (Veatríki)        |
| Neerlandés                 | Beatrix                    |
| Húngaro                    | Beatrix                    |
| Inglés                     | Beatrice                   |
| Italiano                   | Beatrice                   |
| Latín                      | Beatrix                    |
| Lituano                    | Beatričė                   |
| Polaco                     | Beatrycze                  |
| Portugués                  | Beatriz                    |
| Rumano                     | Beatrice                   |
| Ruso                       | Беатриса (Beatrisa)        |
| Sardo                      | Beatrìci                   |
| Sueco                      | Beatrice                   |

## Toponimia
- 83 Beatrix es un asteroide de la banda principal que coge el nombre de Beatriz Portinari.

## Otros proyectos
- Datos: Q13762856
- Multimedia: Beatriz (given name) / Q13762856